# Římskokatolická farnost Olší u Tišnova
Římskokatolická farnost Olší u Tišnova je územní společenství římských katolíků v tišnovském děkanství s farním kostelem svatého Jiří.

## Území farnosti
- Olší – farní kostel svatého Jiří
- Bor
- Drahonín – kaple Ježíše Krista Krále
- Klokočí
- Litava – kaple svaté Anny
- Moravecké Pavlovice – kaple Růžencové Panny Marie
- Sejřek (osada Mansberk)

Do roku 2011 patřila do farnosti také obec Skryje.

## Historie farnosti
Kostel v Olší je zmiňován již v letech 1242 a 1285. Současná stavba pochází zřejmě z 15. století a v 18. století byla barokně přestavěna. Jedná se o jednolodní chrám s trojboce zakončeným kněžištěm, loď i presbytář jsou zaklenuty křížovou klenbou. Před západním průčelí je postavena mohutná hranolová věž pevnostního charakteru.

## Bohoslužby
| Kostel       | Místo | Bohoslužba (den) | Hodina | Poznámka     |
| ------------ | ----- | ---------------- | ------ | ------------ |
| svatého Jiří | Olší  | neděle           | 8.00   | Farní kostel |

## Duchovní správci
Duchovním správcem je zde farář z Dolních Louček. Administrátorem excurrendo byl od 1. září 2007 R. D. Marián Kalina. Od 1. srpna 2014 byl jako administrátor excurrendo ustanoven R. D. Mgr. Pavel Křivý.

## Aktivity ve farnosti
Farnost pravidelně pořádá tříkrálovou sbírku. Při sbírce v roce 2016 se vybralo v Olší 4 290 korun, v Drahoníně 3 514 korun, v Klokočí 1200 korun.O rok později činil výtěžek sbírky v Olší 6 219 korun.
Každým rokem se koná společný farní den farnosti Dolní Loučky a farnosti Olší u Tišnova na 4. neděli velikonoční (Neděle Dobrého Pastýře). Výuka náboženství se koná v budově základní školy. farnost je zapojena do projektu adopce na dálku. Adorační den připadá na 25. září. farnost yvdává čtyřikrát do roka farní zpravodaj.